# Kim English
Kim English, Jr. (Baltimore, Maryland; 24 de septiembre de 1988) es un exjugador de baloncesto estadounidense que actualmente ejerce como entrenador asistente en la Universidad de Tennessee. Con 1,98 metros de estatura, jugaba en la posición de escolta.

## Trayectoria deportiva

### Universidad
Jugó durante cuatro temporadas con los Tigers de la Universidad de Misuri, en las que promedió 11,1 puntos, 3,0 rebotes y 1,4 asistencias por partido. En 2010 y en 2012 fue incluido en el tercer mejor quinteto de la Big 12 Conference, Esa última temporada fue también elegido jugador más destacado del torneo de la conferencia, tras promediar 23 puntos por partido y anotar un 78,8% de tiros de campo.

### Profesional
Fue elegido en la cuadragésimo cuarta posición del Draft de la NBA de 2012 por Detroit Pistons. Debutó como profesional el 31 de octubre ante Houston Rockets, logrando 8 puntos y 3 asistencias. El 12 de diciembre de 2012, fue asignado a los Fort Wayne Mad Ants de la Liga de desarrollo de la NBA, una semana más tarde fue reclamado.
El 7 de julio de 2013, se unió a los Pistons para disputar la NBA Summer League de dicho año. El 11 de julio de 2013, fue descartado por los Pistons. El 26 de agosto de 2013, firmó un contrato con el Montepaschi Siena de Italia. A mitad de noviembre de 2013, abandono al Siena después de sólo 9 partidos. A finales de noviembre de 2013, firmó con el Chorale Roanne de Francia por el resto de la temporada.
En julio de 2014, se unió a los Orlando Magic para la NBA Summer League. El 26 de septiembre de 2014, firmó con los Chicago Bulls. El 18 de octubre de 2014, fue descartado por los Bulls.

### Entrenador
En mayo de 2015 es contratado por el entrenador Frank Haith como su asistente en la Universidad de Tulsa.

## Estadísticas de su carrera en la NBA

### Temporada regular
| Año     | Equipo  | PJ | PT | MPP | %TC  | %3P  | %TL  | RPP | APP | ROB | TPP | PPP |
| ------- | ------- | -- | -- | --- | ---- | ---- | ---- | --- | --- | --- | --- | --- |
| 2012–13 | Detroit | 41 | 0  | 9.9 | .375 | .280 | .724 | .9  | .6  | .4  | .1  | 2.9 |
| Total   | Total   | 41 | 0  | 9.9 | .375 | .280 | .724 | .9  | .6  | .4  | .1  | 2.9 |